# Fricativa glotal sorda
La fricativa glotal sorda, que es representa [h] a l'AFI és un so relativament freqüent i que a més té caràcter de consonant o de vocal (menys) segons la llengua que l'empri. Està present a moltes interjeccions.

## Característiques
- És un so que estrictament no té un mode d'articulació o un punt concret, a diferència d'altres consonants. El terme glotal es refereix a una fase de la glotis, però no hi ha una interrupció de l'aire amb la llengua o altres òrgans.
- És sord perquè no hi ha vibració de les cordes vocals.
- Es veu molt afectat per les vocals que l'envoltin a la paraula.
- No es divideix entre central i lateral com altres sons perquè es forma abans d'arribar a la boca.

## En català
Aquest so només existeix en certes interjeccions com, per exemple, ha, ha o hum, però no en d'altres com eh o oh. Moltes vegades es pronuncia incorrectament com a [x], potser per influència del castellà.